# Les Fiancés de Rome
Pour plus de détails, voir Fiche technique et Distribution.
Les Fiancés de Rome (titre original : Le ragazze di piazza di Spagna) est un film italien réalisé par Luciano Emmer, sorti en 1952.

## Synopsis
Trois jeunes filles de milieu modeste travaillent comme couturières dans une importante maison de mode romaine. Leur objectif est de trouver un mari et leur travail n'est pas une fin en soi mais le moyen de se constituer une bonne dot.
Un jeune professeur interprété par Giorgio Bassani suit leurs journées comme observateur et narrateur.

## Fiche technique
- Titre : Les Fiancés de Rome
- Titre original : Le ragazze di piazza di Spagna
- Réalisation : Luciano Emmer
- Scénario : Sergio Amidei, Fausto Tozzi, Karin Valde
- Photographie : Rodolfo Lombardi (it)
- Montage : Jolanda Benvenuti (it)
- Musique : Carlo Innocenzi
- Scénographie : Mario Garbuglia
- Son : Mario Amari, Vittorio Trentino
- Producteur : Giorgio Agliani
- Société de production : Astoria Films
- Pays de production :  Italie
- Langage : Italien
- Format : Noir et blanc — 35 mm — 1,37:1 — Son : Mono (Western Electric Recording)
- Genre : Comédie dramatique, Film romantique
- Durée : 95 minutes
- Dates de sortie :
  - Italie : 1er février 1952
  - Portugal : 10 décembre 1952
  - Belgique : 10 décembre 1954
  - France : 2 mai 1956

## Distribution
- Lucia Bosè : Marisa
- Cosetta Greco : Elena
- Liliana Bonfatti : Lucia
- Renato Salvatori : Augusto

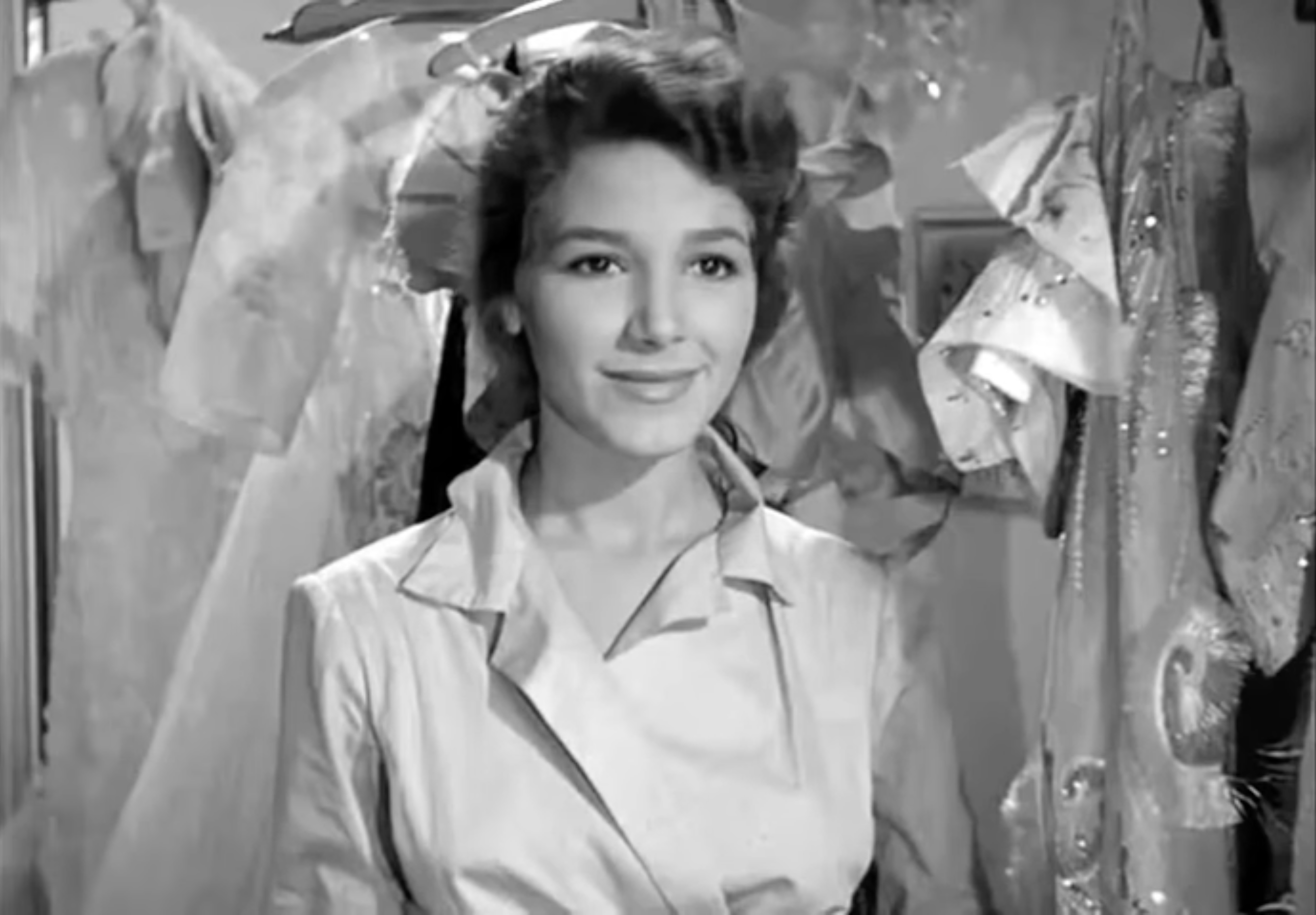
Cosetta Greco dans une scène du film.

- Marcello Mastroianni : Marcello Sartori
- Mario Silvani : Alberto
- Ave Ninchi : la mère de Marisa
- Leda Gloria : la mère d'Elena
- Eduardo De Filippo : Vittorio
- Anna Maria Bugliari : Leda
- Fernando Milani : Amedeo
- Luciana Vedovelli :
- Giorgio Bassani : le narrateur
- Galeazzo Benti :